# Dyschirus laevifasciatus
Dyschirus laevifasciatus är en skalbaggsart som beskrevs av Horn. Dyschirus laevifasciatus ingår i släktet Dyschirus och familjen jordlöpare. Inga underarter finns listade i Catalogue of Life.